# Park Pej-chaj

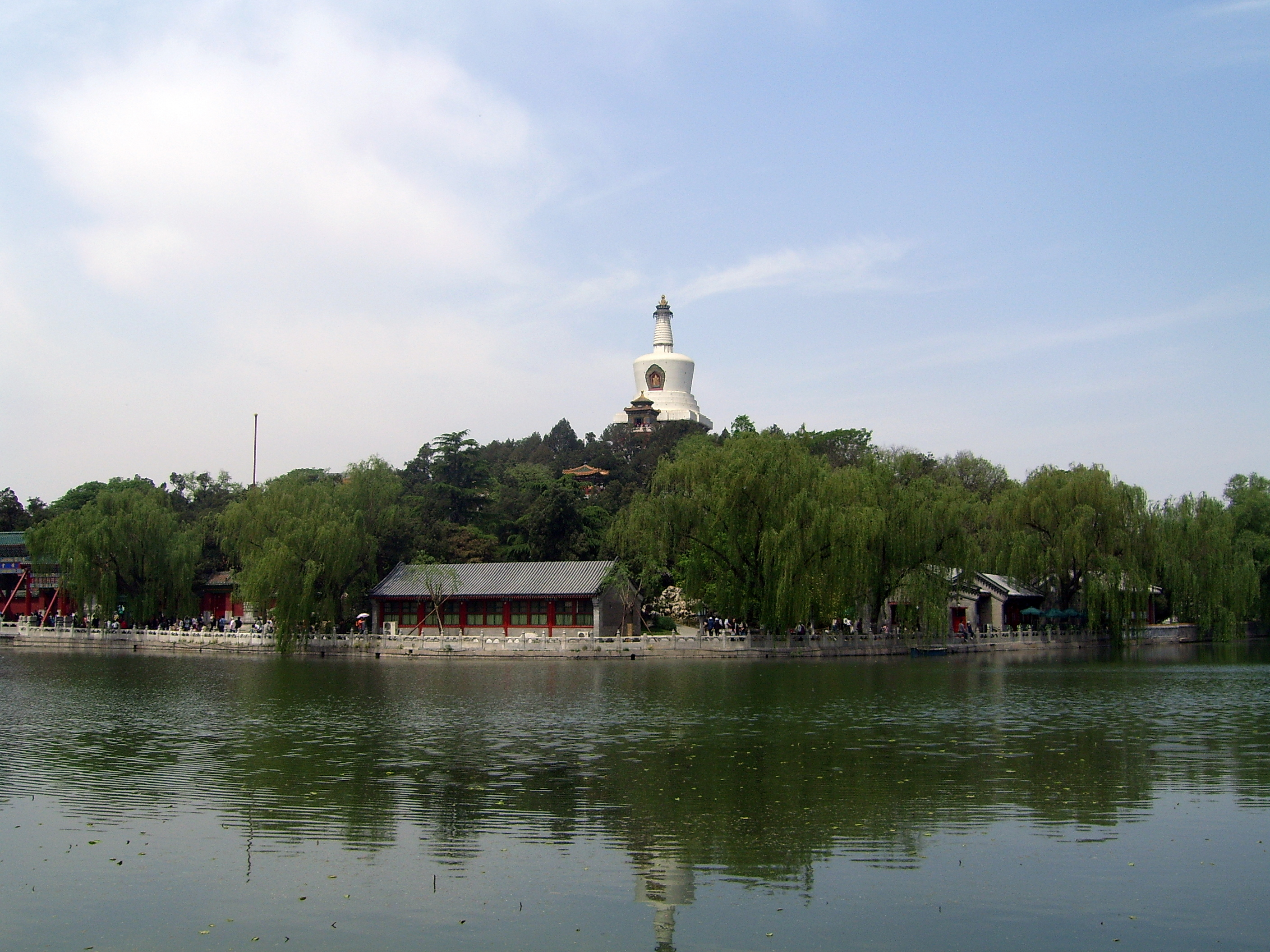
Park Pej-chaj

Park Pej-chaj (čínsky v českém přepisu Pej-chaj Kung-jüan, pchin-jinem Běihǎi Gōngyuán, znaky zjednodušené 北海公园, tradiční 北海公園) je park v Pekingu, hlavním městě Čínské lidové republiky. Leží severozápadně od Zakázaného města v obvodě Si-čcheng a je významnou ukázkou čínské zahrady. Dříve se jednalo o císařské zahrady, které byly součástí Zakázaného města, ale od roku 1925 se jedná o veřejně přístupný park.

## Dějiny
Základ císařských zahrad zde vznikl už za říše Liao, významněji je přebudoval v roce 1179 Š’-cung, císař džürčenské říše Ťin, který zde nechal zbudovat letní palác. Chán Kublaj si zde udělal v roce 1260 hlavní sídlo. Hlavní historická výstavba byla provedena za vlády císaře Čchien-lunga (vládl 1735–1795).